# ISO 3166-2:NF
ISO 3166-2:NF — стандарт Международной организации по стандартизации, который определяет геокоды. Является подмножеством стандарта ISO 3166-2, относящимся к Острову Норфолк. Стандарт охватывает Остров Норфолк как внешнюю территорию Австралии. Геокод состоит  из: кода Alpha2 по стандарту ISO 3166-1 для Остров Норфолк — NF. Геокод являются подмножеством кода домена верхнего уровня — NF, присвоенного Острову Норфолк в соответствии со стандартами ISO 3166-1.

## Геокоды Острова Норфолк
| Название       | Alpha2 | Alpha3 | цифровой | Геокод по ISO 3166-2 | Статус             |
| -------------- | ------ | ------ | -------- | -------------------- | ------------------ |
| Остров Норфолк | NF     | NFK    | 574      | не присвоен          | внешняя территория |